# Federación Nacionalsocialista del Reich para la Educación Física
La Federación Nacionalsocialista del Reich para la Educación Física (en alemán: Nationalsozialistischer Reichsbund für Leibesübungen, abreviado NSRL), fue la organización paraguas para el deporte y la educación física en la Alemania nazi. La NSRL fue conocida como la Liga Alemana del Reich para el Ejercicio Físico (en alemán: Deutscher Reichsbund für Leibesübungen, abreviado DRL) hasta 1938. La organización se expandió a Austria después de la anexión de ese país por la Alemania nazi.

## Historia

### Organismos preliminares: efectos de la toma de poder nazi
Los Juegos Olímpicos de verano de 1916 se otorgaron a Berlín, pero se cancelaron debido a la duración de la Primera Guerra Mundial. La Deutscher Reichsausschuss für Olympische Spiele (DRA o DRAfOS) "Comisión Imperial Alemana para los Juegos Olímpicos" fue la organización alemana de deportes olímpicos en ese momento. hora. En 1917, la "Comisión Imperial Alemana para los Juegos Olímpicos" pasó a llamarse Deutscher Reichsausschuss für Leibesübungen (DRA), (a veces también DRL o, más raramente, DRAfL) ("Comisión Imperial Alemana para el Ejercicio Físico"). El cambio de nombre reflejó la protesta de Alemania contra el hecho de que Alemania y otras potencias centrales estaban siendo excluidas de la "familia olímpica" que estaba dominada por las potencias de la Entente.
La Deutscher Reichsausschuss für Leibesübungen fue dirigida por Theodor Lewald y Carl Diem era su Secretario General. A pesar de que se veía a sí misma como la organización paraguas alemana para los deportes, no representaba a todos los tipos de deportes y asociaciones deportivas de Alemania. Un gran número de clubes deportivos, especialmente aquellos provenientes de los antecedentes de trabajadores industriales, no se habían unido a la DRA.
Después de la Ley Habilitante, que legalmente le dio a Hitler el control dictatorial de Alemania en marzo de 1933, todas las organizaciones deportivas relacionadas con el Partido Socialdemócrata, el Partido Comunista e incluso la iglesia fueron prohibidas. Esta prohibición afectó especialmente a los clubes deportivos de trabajadores industriales, la mayoría de los cuales fueron llamados a separarse por su cuenta (Selbstauflösung) antes de que terminara el primer semestre de 1933. A los clubes nacionalistas y burgueses más conservadores se les permitió subsistir en el año siguiente.
El 12 de abril de 1933, Theodor Lewald cedió ante las autoridades nazis y renunció como líder de la Oficina de Deportes de Alemania luego de que se reveló que su abuela paterna era judía. El ministro del interior nazi, Wilhelm Frick, interfirió con el proceso de elección de un nuevo líder deportivo, y la decisión fue tomada por una comisión de tres hombres instituida apresuradamente. Así, en abril de 1933, Hans von Tschammer und Osten, una figura anteriormente desconocida en los deportes alemanes, fue nombrado Reichskommissar für Turnen und Sport (Comisionado de Gimnasia y Deportes del Reich). Von Tschammer, sin embargo, mantendría a su predecesor en una alta posición en el cuerpo deportivo, y años después nombraría a Theodor Lewald como presidente del Comité Organizador de los Juegos Olímpicos de Berlín.
Hans von Tschammer und Osten fue líder de grupo de las SA y promotor del nazismo. En nombre del gleichschaltung, disolvió la Deutscher Reichsausschuss für Leibesübungen el 5 de mayo de 1933 (oficialmente el 10 de mayo). Von Tschammer fue elevado a Reichssportführer el 19 de julio y toda la esfera deportiva en Alemania quedó bajo su poder.

### Deportes y propaganda en la Alemania nazi: el ideal ario
La Deutscher Reichsbund für Leibesübungen (DRL) se estableció el 27 de julio de 1934 como el organismo oficial de gobierno de los deportes de la Alemania nazi. Se convertiría rápidamente en un sistema formidable dentro de la nación alemana.
Después de la fundación de la DRL, todas las demás asociaciones deportivas alemanas perdieron gradualmente su libertad y fueron incorporadas a la DRL como meras unidades ("Fachämter"). Incluso los más prestigiosos, como la Federación Alemana de Fútbol (DFB) perdieron su independencia. El objetivo de Von Tschammer era construir un formidable cuerpo deportivo nazi al que se someterían todas las asociaciones deportivas alemanas. Su visión era que el ejercicio físico "mejoraría la moral y la productividad de los trabajadores alemanes", además de hacer del deporte una fuente de orgullo nacional para los alemanes. Las habilidades deportivas se convirtieron en un criterio para la graduación escolar, así como una calificación necesaria para ciertos trabajos y la admisión a las universidades. Entre las medidas controvertidas tomadas por la Oficina de Deportes del Reich en ese momento, la puesta en escena del evento masivo del Reichssportfest el domingo de Trinidad fue una decisión que sorprendió a los devotos católicos.
En 1935, el periodista Guido von Mengden fue nombrado oficial de relaciones públicas de la Oficina de Deportes del Reich. Se convirtió en asesor personal y consultor del Reichssportführer en 1936. Un nazi comprometido, von Mengden se convirtió en el editor jefe del NS-Sport, el órgano oficial de la Oficina de Deportes del Reich. Otras publicaciones de la DRL/NSRL incluyeron Dietwart, una revista deportiva con excelentes ilustraciones y Sport und Staat (Deportes y Estado), un informe masivo de propaganda nazi de cuatro volúmenes sobre las actividades deportivas organizadas en la Alemania nazi. Sport und Staat fue creada por Arno Breitmeyer y el fotógrafo personal de Hitler, Heinrich Hoffmann. Esta obra profusamente ilustrada contenía muchas fotografías e información sobre las diversas organizaciones nazis, es decir, las SA, la NSKK, la Bund Deutscher Mädel, la Hitler Jugend, etc. El volumen uno y dos de una serie planificada de cuatro volúmenes fueron publicados.

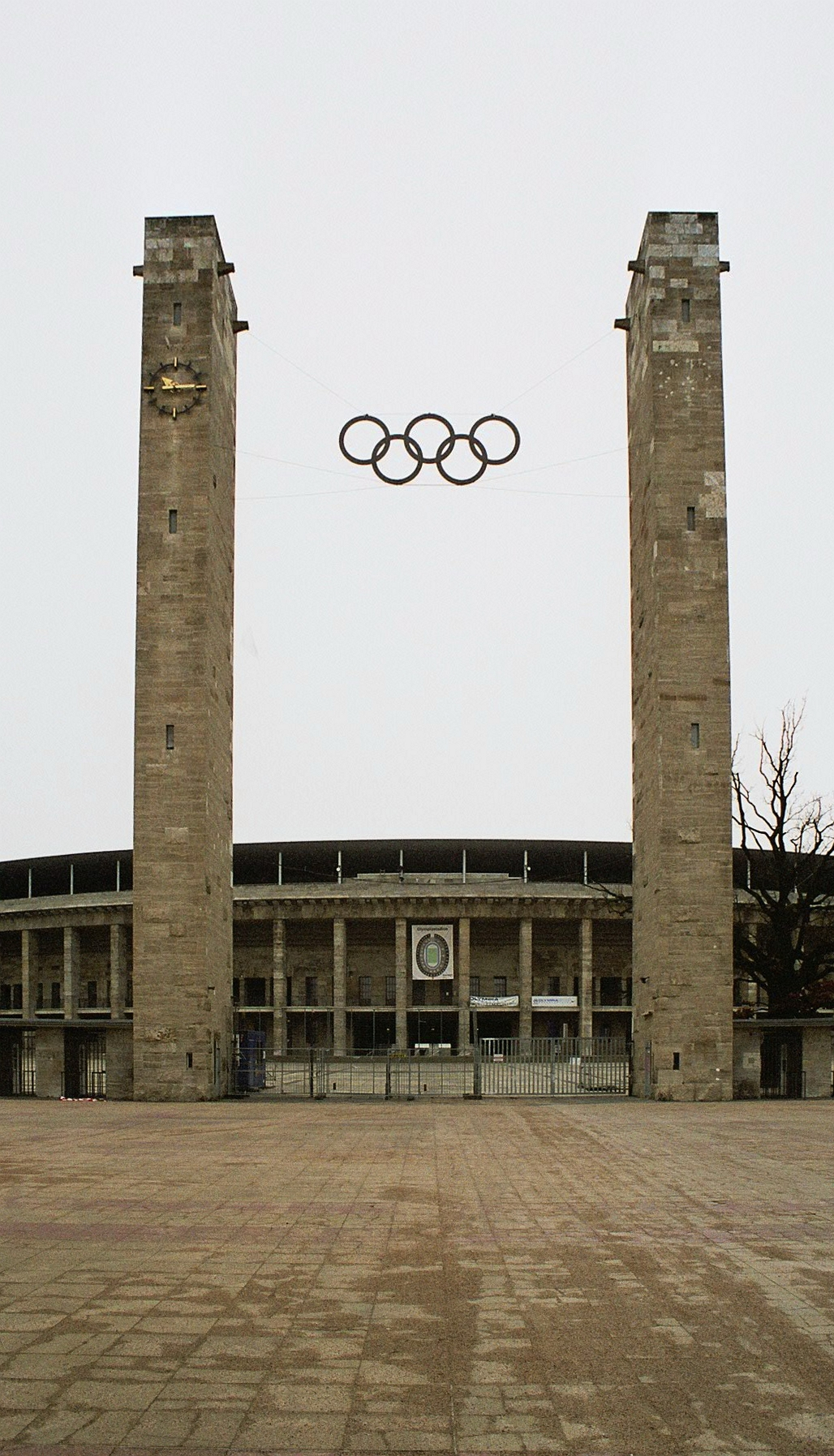
Berlín, puerta del estadio olímpico.

Los objetivos de la promoción de deportes en la Alemania nazi incluían fortalecer el espíritu de cada alemán y hacer que los ciudadanos alemanes sintieran que formaban parte de un objetivo nacional más amplio. Esto estaba en línea con los ideales de Friedrich Ludwig Jahn, el "Padre de los ejercicios físicos", que conectó el refuerzo del propio cuerpo con un espíritu sano y promovió la idea de una Alemania fuerte y unificada. Un objetivo más polémico fue la demostración de la superioridad física aria.
Los impresionantes eventos de Von Tschammer en la escena deportiva no solo mejoraron la actividad física, sino también el nacionalismo de los alemanes. La belleza estética nórdica y el compromiso con los ideales germánicos de raza se dieron la mano durante la era nazi, y von Tschammer und Osten implementó una política de exclusión racial dentro de los deportes. Los atletas de origen judío fueron excluidos de la participación en eventos deportivos relevantes.

### Juegos Olímpicos de 1936: cenit de la Oficina de Deportes nazi
En 1936, Hans von Tschammer und Osten, como director de la Deutscher Reichsbund für Leibesübungen, desempeñó un papel importante en la estructura y coordinación de los Juegos Olímpicos de Verano en Berlín. Los Juegos Olímpicos, los primeros en la historia en tener cobertura televisiva en vivo, brindaron un escenario ideal para mostrar el régimen nazi y lo que Hitler consideró sus hazañas.

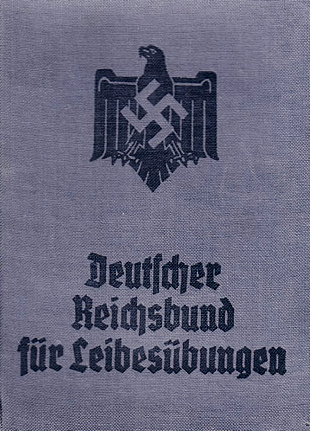
Portada del folleto de membresía de DRL. El águila alemana se convirtió en el emblema de la DRL después de los Juegos Olímpicos de 1936.

Como secretario general del Comité Organizador de los Juegos Olímpicos de Berlín, Carl Diem, exsecretario de la Deutscher Reichsausschuss für Leibesübungen (DRA), el precursor de la DRL/NSRL, se convirtió en el principal organizador de los Juegos Olímpicos de Berlín. Diem ocupó altos cargos en la oficina de Deportes del Reich, incluso después de los Juegos Olímpicos, siendo nombrado líder del Departamento de Relaciones Exteriores de la Oficina de Deportes Nacionalsocialista en 1939 por el Reichssportführer. Como tal, Carl Diem fue responsable de los problemas de los atletas alemanes en países extranjeros, así como de los asuntos internacionales de la NSRL.
Von Tschammer confió la organización de los IV Juegos Olímpicos de Invierno en Garmisch-Partenkirchen a Karl Ritter von Halt, a quien nombró Presidente del Comité para la organización de los Juegos de Invierno. Como resultado del prestigio adquirido en este evento, Karl Ritter von Halt sería elegido miembro del Comité Ejecutivo del Comité Olímpico Internacional (COI) en 1937, un puesto de von Tschammer ansiaba obtener pero no pudo obtener.
El águila alemana con la esvástica en el pecho, usada como una insignia por los atletas del equipo olímpico alemán de 1936, se convirtió en el símbolo oficial del Cuerpo Deportivo Nazi; "la esvástica en el pecho del águila muestra ... la ideología de la DRL" ("Das Hakenkreuz aber, welches der Adler in seinen Schwingen trägt, bekennt, aus welcher Gesinnung ... im DRL gearbeitet wird). El saludo verbal "Heil Hitler!" fue presentado por von Tschammer el 12 de diciembre de 1936 como el saludo oficial oficial de los miembros de las organizaciones deportivas alemanas en los eventos deportivos que se organizarían a partir de esa fecha. El saludo nazi ya había sido presentado tres años antes por Josef Klein el 17 de marzo de 1937, todos los atletas alemanes fueron llamados por Hans von Tschammer und Osten para unirse a las Juventudes Hitlerianas.
En 1937 dos partidos de cricket (germanizados en "Kricket" por el DRL) entre un equipo alemán y un equipo británico de Worcester tuvieron lugar en Berlín.

### Expansión de Alemania: inicio de la decadencia

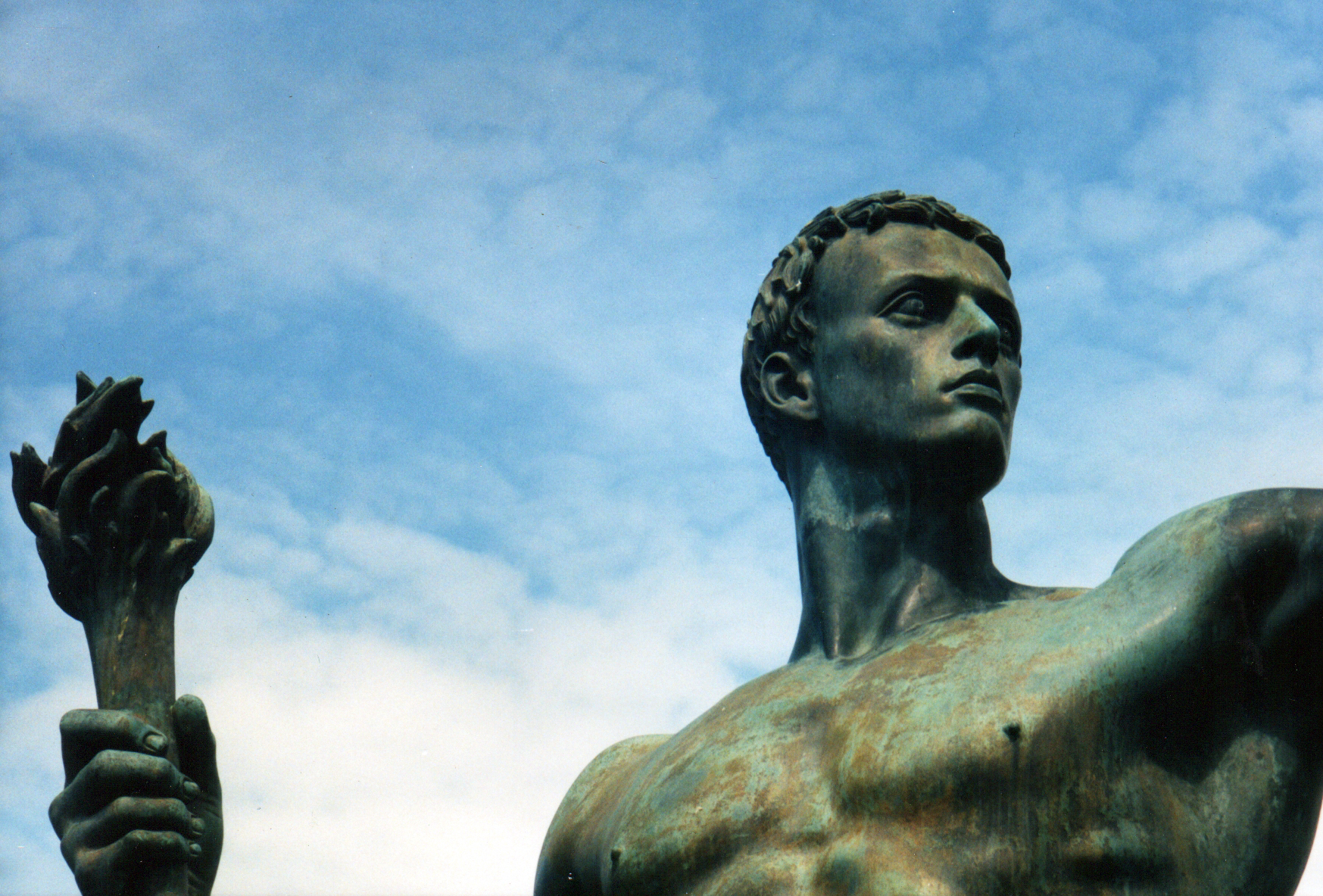
La idea de una "raza superior" se propagó junto con la promoción de ejercicios físicos para cuidar el propio cuerpo y prepararse para ser un guerrero para el volk.

La anexión de Austria por parte de Alemania en marzo de 1938 llevó a la naciente Nationalliga austriaca a un final temprano. Numerosos equipos de fútbol fueron disueltos y algunos jugadores huyeron del país. Todas las asociaciones deportivas austriacas fueron absorbidas por el sistema de la DRL como sección de Gau XVII bajo el Gaufachwart Hans Janisch. El saludo de Hitler se introdujo como obligatorio antes y después de cada juego. Finalmente, la operación de los equipos deportivos juveniles se entregó a las unidades locales de Hitlerjugend.
Despreciado por los nazis como indigno de un verdadero alemán, la DRL prohibió el profesionalismo en los deportes en mayo de 1938. Félix Linnemann, el presidente de la Asociación Alemana de Fútbol (DFB), fue uno de los más grandes defensores del amateurismo deportivo en la Alemania nazi. En 1940, la Asociación alemana de fútbol, ya impotente, se cerró finalmente.

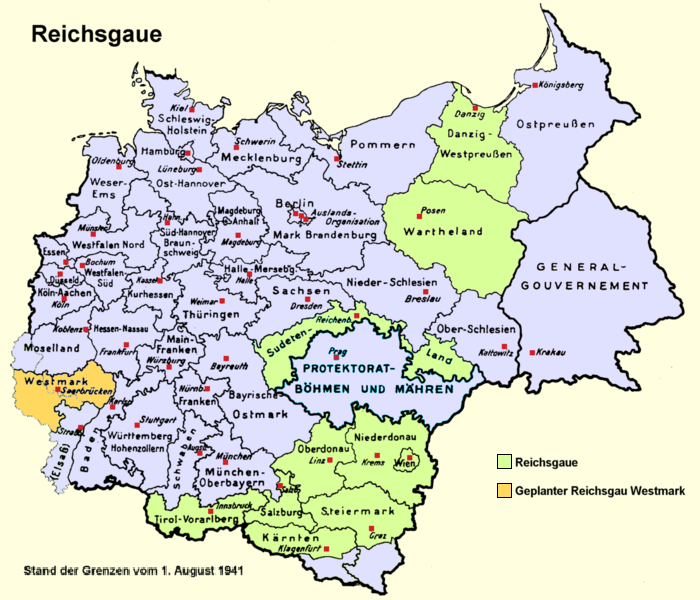
Los Gaue de la Gran Alemania. A medida que la Alemania nazi se expandió, los territorios anexos de Austria y partes de Checoslovaquia quedaron bajo la esfera de la NSRL.

Tras los Acuerdos de Múnich de 1938 y la liquidación de Checoslovaquia como estado, los equipos de fútbol alemanes de los sudetes alemanes jugaron en los Sudetes de Gauliga. La NSRL formó dos grupos en 1939, que se elevaron a tres en 1941. Ninguno de estos equipos pudo llegar a las etapas finales de los campeones de fútbol alemanes. Los clubes checos continuaron jugando su propio campeonato de Bohemia/Moravia. Una Gauliga separada para los equipos checos de los territorios ocupados por Alemania, Gauliga Böhmen und Mähren, fue formada por la NSRL en 1943.
El último gran evento deportivo organizado en su estilo grandioso de marca por el NSRL fue el Deutsches Turn-und Sportfest (Celebración Alemana de Gimnasia y Deportes) en Breslau (ahora Breslavia) en julio de 1938. Este evento deportivo muy nacionalista conmemoró el 125 aniversario de la Guerras de liberación contra Napoleón y el primer premio de la Cruz de Hierro en la ciudad de Breslau en 1813.
El 21 de diciembre de 1938, Adolf Hitler emitió un decreto que cambia el nombre del Cuerpo Deportivo del Reich a Nationalsozialistischer Reichsbund für Leibesübungen (NSRL), por lo que "lo eleva a una organización servida por el NSDAP". Este cambio de nombre significó que el NSRL sería "colocado bajo" el Partido Nazi. Su sede sería la Haus des Deutschen Sports (Casa de los Deportes Alemanes) en el Reichssportfeld (Campo de Deportes del Reich) en Berlín.

### Ocaso y fin de la Oficina de Deportes nazi

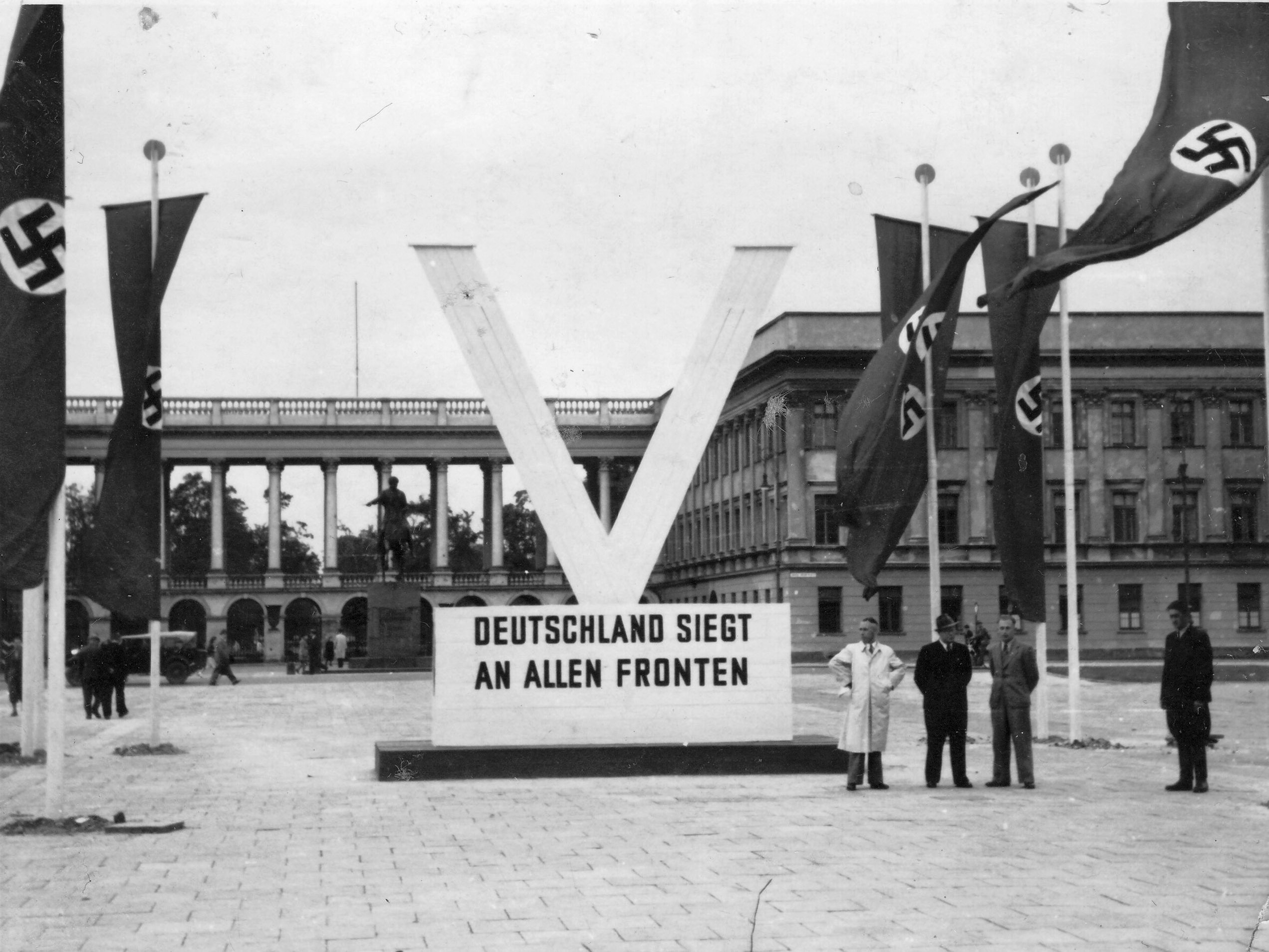
Propaganda de guerra: "Alemania gana en todos los frentes". El triunfalismo relacionado con la guerra deletreaba la fatalidad de una vez poderosa NSRL.

La Segunda Guerra Mundial alteró radicalmente el papel de la NSRL en Alemania y las áreas bajo su liderazgo. El rearme militar y los preparativos de guerra extremas harían que la influencia de los ejercicios físicos en la sociedad nazi alemana disminuyera en favor del militarismo. Los masivos eventos deportivos en las grandes ciudades, cuidadosamente organizados para despertar el fervor nacionalista, fueron reemplazados por desfiles militares de guerreros alemanes. Los deportistas exitosos encontraban cada vez más difícil competir con los héroes de guerra de primera línea para captar la atención del público alemán.
Aunque la NSRL siguió desempeñando un papel importante en las actividades deportivas entre los jóvenes durante algunos años, el ambiente había cambiado. Muchos alemanes fueron sometidos a la conscripción y se fueron a diferentes frentes, por lo que el NSRL se concentró en entrenar y organizar eventos locales o regionales para atletas más jóvenes. Ya en 1940 los fondos monetarios para organizar instalaciones deportivas, como la prestigiosa competencia de vela Kiel Week, no estaban disponibles. Los contribuyentes se sintieron envalentonados para negar fondos a las ramas anteriormente influyentes de la Oficina de Deportes nazi debido al cambio de prioridades relacionado con la guerra. Durante este tiempo, la NSRL vendió billetes de lotería como fuente de financiamiento.

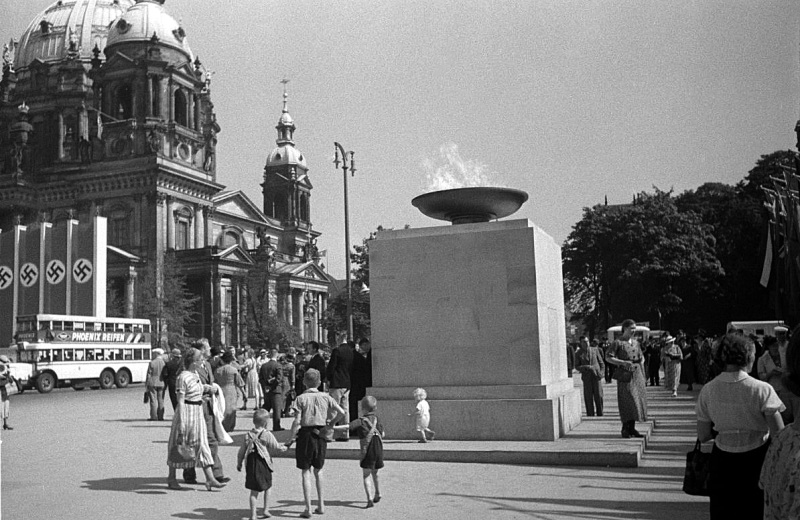
Muchas de las mejoras modernas de los eventos deportivos de la DRL/NSRL todavía están en uso. La idea de Carl Diem: el fuego olímpico en Berlín.

La influencia y el poder de Von Tschammer dentro del NSDAP también comenzaron a erosionarse rápidamente a pesar de haber sido el líder nazi más comprometido. Sin embargo, nunca sería testigo de la derrota y humillación de Alemania en la guerra, ya que murió de neumonía en Berlín en marzo de 1943. Arno Breitmeyer, un compañero de las SA se convirtió en el nuevo Reichssportführer.
A medida que la guerra se prolongaba, una gran cantidad de miembros de las muchas ramas de la NSRL, entre ellos jóvenes en su adolescencia temprana, tenían que ir a luchar a los frentes. Como los jugadores no estaban disponibles, excepto en eventos deportivos militares mal organizados en lugares de primera línea dispersos, la vida deportiva en Alemania prácticamente se paralizó. El último trofeo de fútbol von Tschammer und Osten Pokal se jugó en Viena en 1943 y los siguientes dos años sumieron a la NSRL en irrelevancia. El otrora poderoso Cuerpo Deportivo Nazi tuvo que renunciar a su peso y su posición de orgullo mucho antes de que se perdiera la guerra.
El 31 de mayo de 1945, después de la derrota de la Alemania nazi en la Segunda Guerra Mundial, el gobierno militar estadounidense emitió una ley especial que prohibía al partido nazi y a todas sus ramas. Conocida como "Ley número cinco", este decreto de denazificación disolvió la Reichsbund NS für Leibesübungen junto con todas sus instalaciones y departamentos.
La disolución de la NSRL significó que todas las organizaciones deportivas de Alemania debían establecerse nuevamente durante la reconstrucción de posguerra tanto de Alemania Occidental como de la DDR. Incluso después de la reunificación alemana en 1990, nunca ha habido una organización deportiva tan poderosa y global en Alemania, ya que la DRL/NSRL estaba en su apogeo.

## Estructura

Bnadera de un gau de la NSRL.

Como organismo de gobierno deportivo que busca controlar e integrar todas las actividades deportivas en Alemania, la DRL/NSRL proporcionó una estructura altamente organizada. Esta estructuralización, cuya seriedad nacionalista a menudo era directamente teatral, estaba en línea con el objetivo del Partido nacionalsocialista de recordar a los alemanes constantemente que eran miembros de un gran país extendido. De acuerdo con el párrafo 2 de los Estatutos de la DRL: El objetivo de la Liga del Reich para el Ejercicio Físico es el entrenamiento del cuerpo y el carácter de los alemanes agrupados en organizaciones miembros a través de ejercicios físicos planificados y atención de la conciencia nacional (Volksbewußtsein) en Espíritu del Estado nacionalsocialista.

Pancarta colgante NSRL.

Con respecto al método y propósito, y dejando de lado la ideología, el sistema bien ordenado y solemne DRL/NSRL demostró ser eficiente. Los Juegos Olímpicos de verano de 1936, así como otros eventos clave, brindaron una amplia oportunidad para probar la buena organización que el Cuerpo Deportivo del Reich pudo proporcionar. La competencia obvia de la NSRL logró inculcar un espíritu de unidad y orgullo entre los deportistas alemanes y sus partidarios. Además, incluso si no están debidamente acreditados, muchas de las mejoras sistémicas de la NSRL en los deportes todavía están en uso en las organizaciones deportivas de hoy.

### Por deportes
| - Departamento 1: Gimnasia artística, gimnasia y Juegos de Verano (1) - Departamento 2: Fútbol, Rugby, y Críquet - Departamento 3: Atletismo - Departamento 4: Balonmano - Departamento 5: Natación - Departamento 6: Atletismo - Departamento 7: Boxeo - Departamento 8: Esgrima | - Departamento 9: Hockey - Departamento 10: Tenis - Departamento 11: Remo - Departamento 12: Canoa - Departamento 13: Patinaje sobre hielo - Departamento 14: Esquí - Departamento 15: Deutscher Radfahrer-Verband, ciclismo |

Además de los departamentos anteriores, ciertas competencias de la NSRL como liga fueron atendidas por federaciones deportivas, algunas de las cuales aún existen en la actualidad:
| - 16. Deutscher Segler-Verband (Navegación) - 17. Deutscher Bergsteiger-Verband (Montañismo) - 18. Deutscher Wanderverband (Senderismo) - 19. Deutscher Kegler-Bund (Bolos) - 20. Deutscher Schützen-Verband (Tiro) | - 21. Deutscher Golf-Verband (Golf) - 22. Deutscher Bob- und Schlittensport-Verband (Bobsleigh, Luge and Skeleton) - 23. Deutscher Tisch-Tennis-Bund (Ping-Pong) - 24. Deutscher Amateur-Billiard-Verband (Billar) |

(1) Los "Juegos de Verano" incluían los siguientes juegos conocidos popularmente como Turnspiel, Schleuderball y Ringtennis.

### Por región
La estructura regional de la NSRL siguió el modelo del Partido Nacionalsocialista. A menudo, se incluyeron dos o más gaue en una región donde era conveniente hacerlo.
| - Región 1: Prusia Oriental - Región 2: Pomerania - Región 3: Berlin-Brandenburgo - Región 4: Silesia - Región 5: Sajonia - Región 6: Mitte (1) - Región 7: Nordmark (2) - Región 8: Baja Sajonia - Región 9: Westfalia - Región 10: Bajo Rin - Región 11: Mittelrhein | - Región 12: Hessen - Región 13: Southwest (3) - Región 14: Baden - Región 14a: Alsacia - Región 15: Württemberg-Hohenzollern - Región 16: Baviera - Región 17: Ostmark (4) - Región 18: Sudetenland - Región 19: Reichsgau de Danzig-Prusia Occidental - Gau Wartheland |

(1) Turingia, Anhalt y la provincia de Sajonia. - (2) Schleswig-Holstein, Hamburgo y Mecklenburgo. - (3) El Palatinado y (desde 1935 en adelante) la Región del Sarre. - (4) Austria desde 1938 en adelante..

### Distribución de miembros
Para el 1 de enero de 1937, la Nationalsozialistischer Reichsbund für Leibesübungen tenía 45.096 Asociaciones con 3.582.776 miembros activos (de los cuales 517.992 eran mujeres y 3.064.784 hombres). El 1 de abril de 1939, había 44.622 Asociaciones con 3.668.206 miembros activos (de los cuales 526.084 eran mujeres). Los deportes practicados fueron los siguientes:

| Deporte                  | Asociaciones/Secciones | Total practicantes | Total mujeres |
| ------------------------ | ---------------------- | ------------------ | ------------- |
| 1. Gimnasia artística    | 12.773                 | 662.567            | 234.190       |
| 2. Fútbol                | 10.928                 | 483.302            | 0             |
| 2. Rugby                 | 52                     | 1,925              | 0             |
| 2. Críquet               | 6                      | 88                 | 0             |
| 3. Atletismo             | 7.366                  | 268.183            | 58.817        |
| 4. Balonmano             | 4.774                  | 152.943            | 14.229        |
| 4. Baloncesto            | 156                    | 3.396              | 522           |
| 5. Natación              | 2.643                  | 129.142            | 41.482        |
| 6. Weightlifting         | 809                    | 12.777             | 0             |
| 6. Wrestling             | 748                    | 15.263             | 0             |
| 6. Jiu-Jitsu             | 220                    | 7.957              | 68            |
| 7. Boxeo                 | 872                    | 17.904             | 0             |
| 8. Fencing               | 548                    | 9.088              | 2,505         |
| 9. Hockey                | 411                    | 20.446             | 5,748         |
| 10. Tenis                | 1.840                  | 79,932             | 40,361        |
| 11. Rowing               | 757                    | 49.942             | 11,433        |
| 12. Canoa                | 1.155                  | 4.652              | 8,183         |
| 13. Patinaje sobre hielo | 369                    | 13,944             | 4,907         |
| 13. Rollerskating        | 142                    | 4,409              | 2,364         |
| 14. Esquí                | 2.099                  | 88,395             | 26,793        |
| 15. Ciclismo             | 2,951                  | 61,131             | 5,093         |
| 16. Vela                 | 460                    | 19,069             | 832           |
| 17. Montañismo           | 510                    | 168,450            | 28,536        |
| 18. Senderismo           | 2,961                  | 198,346            | 30,683        |
| 19. Bolos                | 1,049                  | 50,325             | 2,848         |
| 20. Tiro                 | 14,310                 | 418,404            | 2,730         |
| 21. Golf                 | 59                     | 3,953              | 1,401         |
| 22. Bobsleigh            | 21                     | 311                | 29            |
| 22. Luge and Skeleton    | 67                     | 2,197              | 682           |
| 23. Ping-Pong            | 777                    | 15,810             | 3,937         |
| 24. Billar               | 246                    | 5,046              | 67            |

Numeración según departamentos y federaciones departamentales.

## Eventos
Los campeonatos en los diferentes tipos de deportes fueron debidamente organizados por las asociaciones y federaciones correspondientes. Entre los eventos organizados directamente por la NS Reichsbund für Leibesübungen, los más importantes fueron:
- El 4.º Deutsche Kampfspiele, del 23 al 29 de julio de 1934, en Núremberg.
- Deutsches Turn- und Sportfest, del 26 al 31 de julio de 1938, en Breslau.

## Líderes
La NSRL fue dirigida por el Reichssportführer (Líder del deporte del Imperio), quien después de 1934 presidió al mismo tiempo el Comité Olímpico Nacional de Alemania. Los líderes de la NSRL fueron los siguientes:
| N.º |  | Reichssportführer                        | Inicio              | Final               | Duración                 |
| --- |  | ---------------------------------------- | ------------------- | ------------------- | ------------------------ |
| 1   |  | Hans von Tschammer und Osten (1887-1943) | julio de 1933       | 25 de marzo de 1943 | 9 años y 8 meses         |
| 2   |  | Arno Breitmeyer (1903-1944)              | 25 de marzo de 1943 | 20 de abril de 1944 | 1 año y 26 días          |
| 3   |  | Karl Ritter von Halt (1891-1964)         | 20 de abril de 1944 | mayo de 1945        | 1 año y 20 días (aprox.) |